# De Von Neumann-Machine
De Von Neumann-Machine is een stripalbum uit 1993 en het twintigste deel uit de stripreeks Storm, getekend door Don Lawrence naar een scenario van Martin Lodewijk. Het is het elfde deel van de subreeks De kronieken van Pandarve. Het vormt samen met De Genesis Formule (1995) en De Armageddon Reiziger (2001) een drieluik.

## Verhaallijn
Pandarve geeft Storm opdracht een vreemd voorwerp te onderzoeken dat op de planeet afkoerst: de Indringer. Deze vreemde meteoriet ligt op ramkoers met de planeet en Pandarve proeft bovendien een boze opzet. Ze kan er nog niet veel uit wijsworden omdat ze geheel in beslag genomen wordt door de laatste stelling van Fermat. Storm krijgt hulp van de robots van Danderzei (o.a. Rak*El en Heer Makinx), en van een deel van de godin Pandarve zelf, dat met hem meegaat in de gedaante van Alice in Wonderland. Ook Marduk de theocraat moet mee.
De robots bouwen een ruimteschip, waarop Storm, Roodhaar, Nomad, Rak*El, Alice, Marduk en diens hulpje Visfil scheep gaan. In de machineruimte ontdekt Storm de lijken van vijf soldaten, die Marduk stiekem had willen meesmokkelen. Als Pandarviaan besefte hij blijkbaar niet men in de ruimte buiten de luchtbel van Pandarve niet kan overleven omdat daar geen lucht is.
Onderweg vallen de computers en daarmee de motoren uit, wanneer Rak*El de sensoren op de Indringer richt. Blijkbaar 'weet' de Indringer dat er naar 'hem' gekeken wordt. Alice heeft geen keus en moet zich opofferen. Met de pure goddelijke energie van haar moeder Pandarve fungeert zij nu als aandrijving, maar dit betekent dat ze vanaf nu niet meer als klein meisje bestaat.
Eenmaal bij de Indringer maakt Storm met behulp van Alice een zachte landing, en de groep gaat op verkenningstocht op het oppervlak, met uitzondering van Marduk en Visfil. De Indringer blijkt er als een gigantisch ruimteschip uit te zien, en de zwaartekracht is vrijwel gelijk aan die van Pandarve. Dan wordt de groep verrast: Marduks soldaten blijken nog te leven zich en sluiten de luchtsluis van het ruimteschip. De soldaten waren blijkbaar robots of androïden die ook in vacuüm konden fungeren. Marduks bedoeling is duidelijk: Storm, de Anomalie, dwingen zich door hem gevangen te laten nemen, zodat hij kan heersen over het multiversum.
Door nood gedreven ontdekt de groep een luchtsluis, die naar het binnenste van de Indringer leidt. Aan de andere kant ontdekken ze grazige weiden en tamme leeuwen en lammetjes. De Aartsengel Gabriel ontvangt hen: ze zijn in het paradijs beland. Gabriel meent dat zij 'nieuwe mensen' zijn, en hij en zijn engelen nemen de groep mee om ze naar de hemelpoort te begeleiden. Wanneer de engelen hen omkleden reageren ze geschokt wanneer ze Roodhaars geslachtsdelen zien: 'nieuwe mensen' hoeven zich blijkbaar niet voort te planten en slechts dieren hebben daarom geslachtsdelen. Gabriel roept de Heer aan om te oordelen over deze 'dieren die vermomd als nieuwe mensen de hemel trachten binnen te treden'. De Heer verschijnt en beveelt hen in de diepten van Gehenna te werpen. Met vlammend zwaard jaagt Gabriel hen de hemel uit, naar de hel.
De hel blijkt te zijn gemodelleerd naar Dantes Inferno uit De goddelijke komedie. De groep rent voorbij koning Minos voor deze hen een staf kan toebedelen. Ze komen Vergilius tegen, die duidelijk ziet dat ze niet in de hel thuishoren, en hen dieper en dieper de hel inleidt. Daar, op een eilandje in de Bevroren Zee der Verraders, opent Vergilius een metalen deur, en leidt hen daarmee weg uit de hel.

## Personages
- Marduk, Theocraat van Pandarve: Hij wordt door Pandarve met de missie meegestuurd maar blijkt al snel zijn eigen agenda te volgen teneinde alsnog Storm in handen te kunnen krijgen.
- Visfil, de helper van Marduk.
- Rak*El: Een groene robot en mensenrechtenactiviste uit Danderzei, die door Pandarve met Storm wordt meegestuurd.
- Vergilius: Virgilius loodst Storm, Nomad, Roodhaar en Rak*El weg uit de Hel-cocon, en dient hen vanaf dat moment als een gids.
- Pandarve: De godin van de planeet zelf, die Storm op een ruimtereis stuurt om een vreemde meteoriet te onderzoeken, die op ramkoers ligt met Pandarve. Ze verschijnt in de gedaante van Marlene Dietrich, Medusa, Alice in Wonderland, en de Cyperse kater.